# Calymmodon holttumii
Calymmodon holttumii är en stensöteväxtart som beskrevs av Barbara S. Parris. Calymmodon holttumii ingår i släktet Calymmodon och familjen Polypodiaceae. Inga underarter finns listade.